# Stefan Breitling
Stefan Breitling (* 1968 in Tübingen) ist ein deutscher Bauforscher. Er ist Professor für Bauforschung und Baugeschichte an der Universität Bamberg.

## Leben
Er begann nach dem Abitur 1987 am Ambrosius-Blarer-Gymnasium in Gaienhofen sein Studium der Klassischen Archäologie an der Universität Freiburg. Von 1988 bis 1990 leistete er Zivildienst in Hamburg. Sein Architekturstudium nahm er 1990 an der Technischen Universität Berlin auf mit Abschluss 1996. Im Anschluss erhielt Breitling ein Promotionsstipendium der DFG im Rahmen des Graduiertenkollegs „Kunstwissenschaft, Bauforschung, Denkmalpflege“ an der Universität Bamberg und der TU Berlin. Seine Promotion zum Thema „Adelssitze zwischen Elbe und Oder 1400–1600“ erfolgte 2001 an der Universität Hannover unter der Betreuung von Cord Meckseper und Johannes Cramer.
Breitling sammelte bereits 1993 praktische Erfahrungen durch die Bauaufnahme des Klosters Ri-Rdzong in Ladakh, geleitet von Jan Pieper und Stefan Fellner. Seit 1997 ist er selbständig tätig. Von 1998 bis 2006 waar er wissenschaftlicher Mitarbeiter am Fachgebiet Bau- und Stadtbaugeschichte der TU Berlin. Er ist seit 2000 Mitglied der Koldewey-Gesellschaft. Von 2002 bis 2004 war er freier Mitarbeit im Büro ARGE Pergamon-Museum. Von 2006 bis 2008 übernahm er eine Vertretungsprofessur an der Universität Bamberg. Von 2007 bis 2012 war er Visiting Professor an der University of Portsmouth. In dieser Zeit leistete er auch einen Beitrag zur ICOMOS-Monitoring-Gruppe für die UNESCO-Welterbestätte Kloster Maulbronn. Seit Oktober 2006 leitet Breitling das Fachgebiet Bauforschung und Baugeschichte an der Universität Bamberg. 
Seine Forschungsinteressen konzentrieren sich auf Baukonstruktion und Bautechnik des Mittelalters und der Frühen Neuzeit, gotischen Kathedralbau, frühneuzeitlichen Schlossbau sowie auf praktische Baudenkmalpflege und Bauerhalt im 19. und 20. Jahrhundert.
Zusätzlich zu seiner akademischen Tätigkeit engagiert sich Breitling in verschiedenen Fachgremien und Projekten. Er ist seit Juli 2021 Sprecher des Kompetenzzentrums für Denkmalwissenschaften und Denkmaltechnologien (KDWT), Vizepräsident der Deutschen Burgenvereinigung (DBV) und Mitglied des Leitungsgremiums der Zentraleinrichtung Mittelalterstudien (ZEMAS).

## Publikationen (Auswahl)

### Monographien
- mit Johannes Cramer: Architektur im Bestand: Planung, Entwurf, Ausführung. Birkhäuser, Basel 2012, ISBN 978-3-0346-0943-2.
- Adelssitze zwischen Elbe und Oder 1400–1600(= Veröffentlichungen der Deutschen Burgenvereinigung 10). Braubach am Rhein 2005.

### Herausgeberschaften
- mit Stephan Albrecht und Rainer Drewello (Hrsg.): Die Querhausportale der Kathedrale Notre-Dame in Paris. Architektur, Skulptur, Farbigkeit, Petersberg 2021.
- Stephan Albrecht / Stefan Breitling / Rainer Drewello (Hrsg.): Das Kirchenportal im Mittelalter, Petersberg 2019.
- mit Jürgen Giese (Hrsg.): Bauforschung in der Denkmalpflege. Qualitätsstandards und Wissensdistribution, Forschungen des Instituts für Archäologische Wissenschaften, Denkmalwissenschaften und Kunstgeschichte 5, Bamberg 2018 (Digitalisat).
- mit Christof Krauskopf und Franz Schopper (Hrsg.): Burgenlandschaft Brandenburg, Berliner Beiträge zur Bauforschung und Denkmalpflege 10, Petersberg 2013.